# オトメの帝国
『オトメの帝国』（オトメのていこく）は、岸虎次郎による日本の漫画作品。2010年6月30日発売の『ビジネスジャンプ増刊・BJ魂』（集英社）54号で読切が掲載され、『ビジネスジャンプ』（同社刊）2010年17号にてレギュラー連載を開始。2011年に同誌が休刊となってからは、後継誌となる同社の『グランドジャンプ』へ移籍し、「グランドジャンプWEB」にて第162話まで連載された。2017年10月11日、『グランドジャンプ』公式サイトにて『少年ジャンプ+』（同社）への移籍が発表され、第163話（2017年11月22日配信）から連載中。

## 概要
女子高を舞台に、そこに通う少女たちが織りなす群像劇を描いたショート百合コメディ作品。作中における年月の経過は基本的に存在せず、登場人物の年齢は固定のまま進級や卒業などの出来事も発生しない（いわゆるサザエさん方式）。ただし連載初期にガラケーだった登場人物の携帯電話がいつの間にかスマホに変わっているなど、流行面でのアップデートは行われている。
2015年には8巻発売記念としてアニメ『ユリ熊嵐』のキャラクターデザイナー・住本悦子による原画でアニメーションPVが作成されたほか、2016年にはThreeAが制作・発売する女の子フィギュア・シリーズ「ザ・ワールド・オブ・イゾベル・パスハ」とのコラボフィギュアの販売がされた。
また、ヴィレッジヴァンガードが主催する「百合（ガールズラブ）」をテーマにした企画展「百合展」には、2016年、2017年、2018年の全3回で取り上げられており、複製原画の展示や限定グッズの販売が行われた。
本作の連載について、作者の岸は第12巻の発売時に「12巻の売れ行きによっては13巻で完結となる可能性がある」という旨をTwitter上で明かし、後に同ツイートに対して多くの応援が集まったことと、それがきっかけで『少年ジャンプ+』へ移籍することになったことを語っている。移籍前までの162話は『少年ジャンプ+』にて期間限定で3話ずつ無料配信され（初日のみ60話まで配信）、2017年10月17日の初回分配信後はTwitterのトレンドに表示された。
カップリング人気投票にて選出された3組のカップルの厳選エピソードがボイスコミック化され、2021年4月30日よりYouTubeのジャンプチャンネルにて1話ずつ公開された。

## 登場人物
担当声優は、ボイスコミック版でのキャスト。

### 1年生
音沢 茉莉（おとさわ まり）
陸上部所属。健康的な小麦肌と赤みがかったショートカットの髪型が特徴。一見勝気な性格だが根っからのドMで、しょっちゅう仲のいい麻峰優との際どいプチソフトSMプレイに興じている。優しく包容力があり、同じクラスの小城まひると大下まひろにも慕われている。
部活の先輩である岡山亜衣を慕っており、岡山からも「期待の新人」として一目置かれている。
麻峰 優（あさみね ゆう）
音沢茉莉の親友。フランス人形を思わせる色白で細身、明るい髪色のロングヘアといった愛らしい外見。それとは裏腹に根っからのドSで、音沢茉莉に対して「ノーブラで乳首に絆創膏を貼って登校する」、「ファミレスでノーパンになる」などの無理難題を押し付け楽しんでいる。だが相手からの押しには弱く、ツンデレな態度を取ることが多い。また嫉妬心も強く、音沢茉莉が岡山亜衣と談笑していたり他の子からバレンタインチョコをもらっているのを快く思っていない。
「真珠」という名前の犬を飼っている。
読切「いぬのいるいえ」の主人公麻峰凛は姉。
小城 まひる（おぎ まひる）、大下 まひろ（おおした まひろ）
互いに超に超がつく親友同士で、いつも一緒にいて二人の世界を展開している疑似双子カップル。常に同じ格好や髪型をしており、本当の双子に見られることも多い。見た目も言動もかなり幼く、やや垂れ目なのがまひるで、やや吊り目がまひろ。お互いのことをいつも大事に思っており、仲の良い音沢茉莉と麻峰優のことも大好き。学園内では「この二人を見かけるといいことがある」というジンクスがあり、まひまひ神様とも呼ばれている。
まりり
ディベート部所属。人懐っこく屈託がないが、頭の回転が早く空気を読むのも得意な如才ない性格。ショートボブの前髪を持ち上げてトップでまとめ、露出させた広いおでこが特徴。クリスマスが誕生日。バイト先で出来た彼氏がいたが別れている。先輩のまゆゆを気に入っている。第246回で姓が「兎之山（とのやま）」であることが明かされた。
市ノ瀬 美緒（いちのせ みお）
文芸部所属。部活の先輩である浅水静香に憧れており、彼女の言動などに興奮すると脳内で謎のポエムを綴る（しかし話数が進みつれてそのような描写は少なくなっている）。背丈は小柄で、ゆるふわなパーマのかかったショートボブが特徴。
浅水静香と段々親密な関係になり、ある日思い切ってデートに誘うが、デート前日に図書室で静香が山田かおるとキスをする現場を目撃してしまい断念。翌日、部室で静香と二人きりで話し合い、お互いに泣き崩れながら和解したのち、付き合うこととなった。
響木 繭（ひびき まゆ）
生徒会書記。3年生の山田かおるに憧れているオシャレ好きな少女。いつも大きなリボン付きのカチューシャを髪に飾っている。クラスメイトの藍葉碧や同じ生徒会役員の沢野奈緒と仲が良い。恋愛に興味が強く、その時々の気になる男子の話を友だちとしたりもする。
藍葉 碧（あいば みどり）
漫画研究部所属。部のマスコットキャラ的存在の不思議ちゃんで、非常に小柄な体格。広いおでこと太い眉、そばかすと大きな眼鏡が特徴。クラスメイトの響木繭と仲良し。愛称は“みどりり”。よく体育をサボり部誌原稿を描いている。
自分の作品に自信を持っているが画力はかなり低く、漫研の先輩たちは彼女の機嫌を損ねないようあえてそのことを指摘せず苦笑いしている。
隠れ巨乳で、漫研の先輩に測ってもらったところ「D」はあるらしい。
沢野 奈緒（さわの なお）
生徒会副会長。裕福な家庭で育った優等生で、周囲からも品行方正なお嬢様キャラを期待されているが、それとは裏腹にかなりの変態趣味を持っており、「夜道でスカートをたくしあげる」「無人の教室でパンツを下ろす」「スカートを脱いでコートを着て外を歩く」などの行為をしては快感を感じている。その中で「股間に粘着式包帯（前貼り）をつけて登校する」行為をしていた際、うっかり鬼火冴子にスカートの中を見られてしまい激しく狼狽するが、のちに漫画のネタに出来たお礼として逆に感謝状をもらい困惑する。

### 2年生
桜井 美好（さくらい みよし）
声 - 葵ひびき
チアリーディング部所属。好奇心旺盛でお喋りな快活娘。セミロングの髪を自分でブリーチして明るい髪色にしており、見た目はギャル風。九条綾乃とは小学校からの幼馴染で仲が良く、よく一緒につるんでいる。部活で鍛えられたおかげで運動神経や体力はあり、片手で腕立て伏せもできる。
綾乃に対する友情は非常に強いものだが、あくまでも同性としての範疇に留まっている様子。
九条 綾乃（くじょう あやの）
声 - 安済知佳
知的でちょっと腹黒いクールビューティー。黒髪のロングヘアで見た目は清楚系。日常会話程度の英語が話せる。桜井美好との会話によると、彼女のスカートをめくらない日はないらしい。帰宅部（?）所属で、学校の体育祭にも帰宅部員としてパン食い競走に参加している。ボウリングで一投目からガターを出すなど、運動はあまり得意ではない方。
桜井美好とは小学校からの幼馴染で、同性ながら彼女に友情を超えた特別な感情を持っている。そうしたそぶりを美好の前でもたまに覗かせるが、いつも気づかれずに終わる。
神園 ちえ（かみぞの ちえ）
声 - 佐藤聡美
関西弁を操るヤンチャな金髪ギャル。父親の転勤で関西から引っ越してきた。当初は隣の席に座っていた岡山亜衣を第一印象で嫌っていたが、交流が続くにつれて仲良くなる。その感情は同性ながら恋と呼べるものにまで発展し、やがてキスや際どいスキンシップなども交わすようになる。ちゃんと測ってはいないが大体Fカップはある巨乳が特徴。本人は自分の胸をあまり気に入ってはいないが亜衣のおかげで自信がついた模様。話数が進むにつれて髪型が変わっている。
岡山 亜衣（おかやま あい）
声 - 伊瀬茉莉也
陸上部所属。神園ちえ曰く「一匹狼なオーラ」のある宝塚系のボーイッシュ美人。男っぽい性格だが、意外とピュアで乙女らしいところもある。小さい胸がコンプレックス。172センチの長身で、部活の後輩たちから絶大な人気を集めている。愛称は“あーちゃん”。
神園ちえに友情を超えた好意を抱き、やがて恋人のように大事に思うようになる。陸上部の徒競走（種目は不明）では地区大会に優勝し県大会に出場したが、５位という結果に終わっている。それ以降やや競技に情熱を失い、他の道を模索中。
小野田 奏恵（おのだ かなえ）
受験に命をかける生徒会長。真面目だが実はかなりの天然。黒縁の眼鏡をかけ、髪型はいつも三編みにしている。
当初は周囲の同級生達がじゃれあう様子を内心で嫉妬交じりに見下していたが、連載が進むにつれて次第に性格が丸くなり友人も増えた。
吹奏楽部に所属しているが、部活動に参加している描写がないため担当楽器は不明。
優等生で自分より成績の良い菜々沢遥を当初は嫌っていたが、のちに仲良くなり親友となる。コンプレックスから自分の殻を破りたいと思っており、遥が時おり見せる少し変わった言動に憧れを持っている。
菜々沢 遥（ななさわ はるか）
テニス部所属。容姿端麗で成績優秀。髪型はガーリーで明るい髪色のウェーブがかかったロングヘア。性格も優しく死角なしの才女だが、ちょっと常人とは違った価値観を持っている。そのことで友人に引かれたこともあるが、小野田奏恵だけは違うことを感じ取っており、自分を受け入れてくれる彼女に対し特別な感情を抱く。独占欲が非常に強く、奏恵と二人だけの空間に誰かが入ってくると不機嫌になることが多い。
細川 ミチル（ほそかわ ミチル）
写真が趣味で女子高生を撮るのをモチーフにしている、活動的なカメラガール。髪型は癖のあるベリーショート。学内ではポロシャツやパーカーを着ていることが多い。主に三田原愛里をモデルに、放課後の教室や自宅などできわどい写真を撮っている。ただし本人にアブノーマルな性癖があるわけではなく、あくまで撮影という創作活動を通してのもの。
三田原 愛里（みたはら あいり）
愛称は“ありぃ”。細川ミチルの写真のモデルで、見られたり撮影されたりするのが好きなうえ、ファッションにおいてもブルマーやスクール水着を好んで着用するなど、（変態）モデル気質を持つ。髪型は九条綾乃に似たロングの黒髪で、小柄だが肉付きがいい体型。体育祭では九条綾乃と同じ帰宅部員の一人として参加している。マイペースな性格で、ミチルを彼氏のように慕っている。
5歳の時からプロボウラーの祖父にボウリングを仕込まれ、スプリットを取るのが得意。
山田 ほのか（やまだ ほのか）
声 - 上田麗奈
漫画研究部所属。腐女子で歴女なオタク娘で、趣味は歴史上の人物同士のBL妄想。山田かおるの妹で、姉と同じく長身で180センチを超えている。髪型は『リング』の貞子ばりの真っ黒な超ロングヘアで、いつも目の周りに隈がある。部活の後輩である藍葉碧からは“ほのっちぃ先輩”と呼ばれている。大工の父親にやらされた経験から肩もみが得意。
小中学校時代にクラスぐるみでいじめを受けてきた影響で友情や他人からの好意に懐疑的なため、自分を慕うエリーシャ・サマセットからの素直なアプローチに対して常に戸惑いを感じてしまう。
エリーシャ・サマセット
声 - 上坂すみれ
米国からの留学生。日本語が上手いが、時々片言や翻訳文体調の言葉遣いになる。髪型はショートの金髪。アメリカ人らしいグラマラスなボディと開放的な性格で、眼鏡をかけている。漫画やイラストが趣味で、同じ趣味を持つ山田ほのかに興味を持つ。ほのかの外見などにも魅力を感じているようで、日頃から好意をオープンにし、漫画の合作をしたり自宅でのクリスマスパーティーに招いたりしている。肩こりを自覚したことがなかったが、ほのかのマッサージにより目覚めた。
まゆゆ
ディベート部所属。お喋りが大好きだが、特に弁が立つわけではない天然かつ単純な性格のムードメーカー。真ん中分けでウェーブのかかったロングヘアが特徴。独特の愛嬌があり、後輩のまりりから気に入られている。
ゆみみ
ディベート部所属。よく喋るが、それ以上によく笑う。駆け引きが上手く先輩にも物怖じしない性格で、おっとりとしたのののん先輩を翻弄しては楽しんでいる。ディベート部員だが第146話でまりりが「ダンス部だから（腹筋があってスリム）」とも言及している（現在も掛け持ちで所属中なのか過去の話なのかは不明）。ミニ第23回で名前が「優美香（ゆみか）」であることが判明している。

### 3年生
浅水 静香（あさみ しずか）
文芸部の部長。眼鏡をかけた知的な美女で、部活の後輩である市ノ瀬美緒をからかうのが趣味。クラスメイトの野々宮恵奈と仲が良く“しーちゃん”と呼ばれている。中学生のときに山田かおると付き合っていたが、絶交と仲直りを経て、現在は複雑な関係にある。
市ノ瀬美緒からデートの誘いを受けたあと、図書室で山田かおるにそのことを話し彼女の気を引こうとしたが気にもとめられず悔しさのあまりキスをし、その現場を市ノ瀬に見られてしまう。翌日、部室で市ノ瀬と二人きりで話し合い和解、付き合うようになる。だがその後も山田かおるへの思慕を引きずってしまい、未練を断ち切るために長かった髪を切った。
山田 かおる（やまだ かおる）
山田ほのかの姉で、優雅でゴージャスな雰囲気を持つ美女。前髪ぱっつんのストレートロングヘアで、髪色は明るめ。小顔かつ180センチ台という長身のため、道行く人からモデルと思われることも多い。体が弱く、指先を少し切ったり急に椅子から立ち上がっただけで倒れてしまう。浅水静香とは中学時代からの親友で、恋愛感情の絡んだ複雑な関係。
恋愛（同性）に対しては奔放かつ積極的で、気に入った下級生女子を口説いたりその場でキスをするなどは日常茶飯事。
マスク先輩のことを「棒ちゃん」と呼び、自分になびかない彼女の気をなんとか引こうとしている。
野々宮 恵奈（ののみや えな）
ディベート部の部長。おっとりして気弱な性格。髪型は前髪の長いロングヘアで、右目の下にほくろがある。上級生なのに喋り下手なことや自身の体型について悩みを抱えており、それが自虐癖や自信のなさに繋がっている。部活の後輩であるゆみみのことが気になり、仲良くしたがっている。
浅水静香と山田かおるとは同じクラスで仲が良く、それぞれ「しーちゃん」「かおるちゃん」と呼ぶ。グラマラスな太めの体型でバストはHカップ。ディベート部での愛称は“のののん先輩”。誕生日は3月4日。
マスク先輩 / 朱鷺野 真宵（ときの まよい）
漫画研究部所属で、山田ほのかから“マスク先輩”、鬼火冴子から“マスク氏”、藍葉碧から“先輩ザ☆マスク”、と呼ばれている。山田ほのか同様に歴史モノBL好き。ペンネームは横山棒左衛門（よこやま ぼうざえもん）で、初登場以来苗字も本名も不明であったが、第198話にて苗字が「朱鷺野（ときの）」、さらに第210話で名前が「真宵（まよい）」と判明した。花魁のような口調と、歯の矯正器具を隠すため常に着けているマスクが特徴。マスクを取った笑顔を気に入られて山田かおるにアプローチされ「めんどうくさい」と一蹴するが、様々な流れからやがて少しずつ気を許していく。温厚な性格だが、自己の才能について葛藤したり悩むことが多い。
鬼火 冴子（おにび さえこ）
漫画研究部の部長。度の強い眼鏡と癖の強いボサボサの赤毛が特徴。だが眼鏡を外した素顔は美人で、目撃した同性（沢野奈緒）を一目で魅了するほど。武士のような古風な口調で話すことが多い。擬人化BLが得意な作風で、部員たちからは余人が真似できないその才能を尊敬されている。沢野奈緒の前張りを偶然目撃して衝撃を受け、後にそれに着想を得た太陽系擬人化BL漫画を描く。

### その他
主事さん
学校職員の初老の女性。百合カップルたちがプレイに興じているところに通りかかっては、それをいじめだと勘違いして大騒ぎする。
イアンとエドワード
エリーシャ・サマセットの日本でのホストファミリーのゲイカップル。イアンは物腰が柔らかいオネエ寄りのキャラで美容師をしている。エドワードは理屈っぽく行儀にうるさく、山田ほのかが描いた「ヤマなし・オチなし・意味なし」なBL漫画を、ジェンダー論やLGBT問題の啓発的な意図があると深読みし、絶賛している。

## 書誌情報
- 岸虎次郎『オトメの帝国』 集英社〈ヤングジャンプ・コミックス〉、既刊19巻（2024年7月4日現在）
  1. 2011年3月23日発行（2011年3月18日発売[22]）、ISBN 978-4-08-879123-4
  2. 2012年1月24日発行（2012年1月19日発売[23]）、ISBN 978-4-08-879229-3
  3. 2012年9月24日発行（2012年9月19日発売[24]）、ISBN 978-4-08-879424-2
  4. 2013年12月24日発行（2013年12月19日発売[25]）、ISBN 978-4-08-879725-0
  5. 2013年12月24日発行（2013年12月19日発売[26]）、ISBN 978-4-08-879726-7
  6. 2014年6月24日発行（2014年6月19日発売[27]）、ISBN 978-4-08-879863-9
  7. 2014年12月24日発行（2014年12月19日発売[28]）、ISBN 978-4-08-890065-0
  8. 2015年7月22日発行（2015年7月17日発売[29]）、ISBN 978-4-08-890216-6
  9. 2016年2月24日発行（2016年2月19日発売[30]）、ISBN 978-4-08-890367-5
  10. 2016年7月24日発行（2016年7月19日発売[31]）、ISBN 978-4-08-890473-3
  11. 2017年2月22日発行（2017年2月17日発売[32]）、ISBN 978-4-08-890655-3
  12. 2017年8月23日発行（2017年8月18日発売[33]）、ISBN 978-4-08-890735-2
  13. 2018年6月9日発行（2018年6月4日発売[34]）、ISBN 978-4-08-891025-3
  14. 2019年4月9日発行（2019年4月4日発売[35]）、ISBN 978-4-08-891279-0
  15. 2020年5月18日発行（2020年5月13日発売[36]）、ISBN 978-4-08-891588-3
  16. 2021年5月5日発行（2021年4月30日発売[37]）、ISBN 978-4-08-891875-4
  17. 2022年5月7日発行（2022年5月2日発売[38]）、ISBN 978-4-08-892283-6
  18. 2023年2月8日発行（2023年2月3日発売[39]）、ISBN 978-4-08-892502-8
  19. 2024年7月9日発行（2024年7月4日発売[40]）、ISBN 978-4-08-893196-8